# Georges Gauby
Pour les articles homonymes, voir Gauby.
Ne doit pas être confondu avec Georges Gaudy ou Georges Gaudy (affichiste).

a Compétitions nationales et continentales officielles uniquement.

b Matchs officiels uniquement.
Dernière mise à jour le 20 avril 2025.
Georges Gauby, né le 27 juin 1933 à Perpignan (France) et mort le 19 avril 2025 à Calce, est un joueur international français de rugby à XV puis joueur de rugby à XIII, actif dans les années 1950 et 1960. À XV, il joue avec l'USA Perpignan et le Castres olympique au poste de demi de mêlée, à XIII il joue avec le XIII catalan. 

## Biographie
Georges Gauby effectue son service militaire en Indochine française jusqu'en 1955.
Joueur de rugby à XV à l'USA Perpignan, il dispute son seul test match avec l'équipe de France le 16 décembre 1956 contre l'équipe de Tchécoslovaquie. Il est également présent sur le banc lors du match France-Écosse lors du Tournoi des Cinq Nations 1957. Il n'entre cependant pas sur le terrain.
Il est également sélectionné à deux reprises en équipe de France B.
Il joue jusqu'en 1958 à l'USA Perpignan, avant de rejoindre le Castres olympique, après s'être fait muter à la sous-préfecture tarnaise en sa qualité de contrôleur des Impôts.
Plus tard, il revient dans les Pyrénées-Orientales et joue au rugby à XIII au XIII catalan.
À la fin de sa carrière, il s'installe à Calce où il devient viticulteur, avec la création du Domaine Gauby (Côtes-catalanes), puis maire jusqu'en 2001,. Son domaine viticole s'étend sur 80 ha dont 45 ha de vignes. Il le gère avec son fils, Lionel.
Georges Gauby meurt le 19 avril 2025 à Calce à l'âge de 91 ans.

## Statistiques en équipe nationale
Georges Gauby compte 1 cape avec l'équipe de France, le 16 décembre 1956 contre l'équipe de Tchécoslovaquie.
| Année | Compétition | Matchs | Points | Essais |
| ----- | ----------- | ------ | ------ | ------ |
| 1956  | Test matchs | 1      | -      | -      |
| Total | Total       | 1      | 0      | 0      |

## Palmarès

### En club
- Vainqueur du Championnat de France en 1955 avec l'USA Perpignan.
- Vainqueur du Challenge Yves du Manoir en 1955 avec l'USA Perpignan.
- Finaliste du Challenge Yves du Manoir en 1956 avec l'USA Perpignan.

### Distinctions personnelles
En 2015, il se voit remettre la médaille de la ville de Calce en sa qualité d'ancien maire de la commune.